# Bengt Johansson (tonsättare)
Bengt Viktor Johansson, född 2 oktober 1914 i Helsingfors, död 22 juni 1989 i Ruovesi, var en finländsk tonsättare. Till verken hör bl.a. Missa a quattro voci, som är mässmusik för fyrstämmig kör och består av delarna Kyrie, Gloria, Sanctus och Agnus Dei. Han tonsatte också The Tomb at Akr Çaar av Ezra Pound år 1964.